# スケート靴の約束
『スケート靴の約束〜名古屋女子フィギュア物語〜』（スケートぐつのやくそく なごやじょしフィギュアものがたり）とは、2013年12月25日にテレビ東京系列にて21:00 - 22:48（JST）に放送されたスペシャルドラマ。テレビ愛知開局30周年記念作品である。主演は安田成美。

## 概要
伊藤みどりを始め、浅田真央、村上佳菜子らを輩出した名古屋スポーツセンター（大須スケートリンク）を舞台に、家族がひとつになり少女スケーターを支えていく過程を描く。鎌田敏夫が書き下ろしたオリジナル作品で、冬季オリンピック日本初のメダリストである伊藤みどりと、浅田真央の実姉でもある浅田舞の特別出演に加えて、澤山璃奈や西田美和、新野陽子、小芝風花といったフィギュアスケート経験者や現役のコーチ、本田真凜（水元紗綾役を演じる本田望結の実姉）をはじめとした現役のジュニア選手たちが出演している。
また、トリノオリンピック女子フィギュアの金メダリストでもある荒川静香が特別協力という形でこの作品に参加している。

## キャスト

### 水元家
- 水元さとみ:安田成美[1][2]
- 水元耕一:別所哲也[1][2]（高校生期:上山蓮太郎[2]）
- 水元紗綾:本田望結[1][2]
- 水元葉子:小芝風花[1][2]

### その他
- 竹井コーチ:かたせ梨乃[1][2]
- 山野連盟委員:角替和枝[2]
- 佐伯元子:峯村リエ[2]
- 佐伯亜矢:伊東海咲[2]
- 教頭:金田明夫[2]
- 柏木武:高杉亘[2]（高校生期:田中雄飛[2]）
- 小宮:久ヶ沢徹[2]
- 加藤美保:澤山璃奈[2]
- 坂井昌美:本田真凜[2]
- 西田美和
- 新野陽子
- 互楽亭店主:田中靖浩[2]
- 坂田典子:新弥来[2]
- 篠塚ゆき:岡村潤那[2]
- 石川恵深
- 大塚祥心
- 大島久枝
- 佐藤あかり
- 内ヶ島紗蘭
- 伊藤みどり（特別出演）[1][2]
- 浅田舞（特別出演）[1][2]

## スタッフ
- 協力:日本スケート連盟、愛知県スケート連盟、名古屋スポーツセンター
- 脚本:鎌田敏夫[1][2]
- 演出:麻生学[1][2]
- 音楽:吉川清之[1][2]
- 撮影:柳田裕男[2]
- 照明:宮尾康史
- 音声:野口京治
- 編集:山田宏司
- 美術:竹安正登
- ロケ協力:名古屋観光コンベンションビューロー[1]、中部国際空港[1]、名古屋テレビ塔、愛・地球博記念公園[1]　ほか
- 監修:久野知嘉子(愛知県スケート連盟)[2]
- 特別協力:荒川静香[2]
- スケート指導:松田陽子[2]
- 技術協力:バル・エンタープライズ、アップサイド、ヴァンシャープ
- 美術協力:アイ・アール、アックス
- 編集・MA:ザ・チューブ
- エグゼクティブ･プロデューサー:大矢明人（テレビ愛知）、森瀬康文（テレビ愛知）
- チーフプロデューサー:白川靖男（テレビ愛知）
- プロデューサー:蔵本憲昭（電通）、沼田通嗣、東田陽介
- アシスタントプロデューサー:臼井識敏（テレビ愛知）
- 協力プロデューサー:橋本かおり（テレビ東京）
- 企画協力:遠藤昇輝
- 製作:テレビ愛知[1]
- 制作:電通、テレパック

## 放送局・放送時間
| 放送対象地域   | 放送局         | 系列                          | 放送日・放送時間             | 備考       |
| -------------- | -------------- | ----------------------------- | ---------------------------- | ---------- |
| 愛知県         | テレビ愛知     | テレビ東京系列                | 2013年12月25日 21:00 - 22:48 | 制作局     |
| 関東広域圏     | テレビ東京     | テレビ東京系列                | 2013年12月25日 21:00 - 22:48 | 同時ネット |
| 北海道         | テレビ北海道   | テレビ東京系列                | 2013年12月25日 21:00 - 22:48 | 同時ネット |
| 大阪府         | テレビ大阪     | テレビ東京系列                | 2013年12月25日 21:00 - 22:48 | 同時ネット |
| 岡山県・香川県 | テレビせとうち | テレビ東京系列                | 2013年12月25日 21:00 - 22:48 | 同時ネット |
| 福岡県         | TVQ九州放送    | テレビ東京系列                | 2013年12月25日 21:00 - 22:48 | 同時ネット |
| 岐阜県         | 岐阜放送       | 独立局                        | 2013年12月25日 21:00 - 22:48 | 同時ネット |
| 滋賀県         | びわ湖放送     | 独立局                        | 2013年12月25日 21:00 - 22:48 | 同時ネット |
| 奈良県         | 奈良テレビ     | 独立局                        | 2013年12月25日 21:00 - 22:48 | 同時ネット |
| 和歌山県       | テレビ和歌山   | 独立局                        | 2013年12月25日 21:00 - 22:48 | 同時ネット |
| 山形県         | 山形テレビ     | テレビ朝日系列                | 2014年1月7日 13:55 - 15:50   |            |
| 福井県         | 福井放送       | 日本テレビ系列 テレビ朝日系列 | 2014年1月12日 13:00 - 14:55  |            |
| 鳥取県・島根県 | 日本海テレビ   | 日本テレビ系列                | 2014年1月18日 13:00 - 14:55  |            |
| 新潟県         | 新潟テレビ21   | テレビ朝日系列                | 2014年2月8日 14:00 - 15:55   |            |
| 福島県         | 福島中央テレビ | 日本テレビ系列                | 2014年2月8日 14:30 - 16:25   |            |
| 青森県         | 青森テレビ     | TBS系列                       | 2014年2月9日 15:00 - 16:48   |            |
| 静岡県         | 静岡放送       | TBS系列                       | 2014年2月15日 14:00 - 15:54  |            |
| 石川県         | 北陸朝日放送   | テレビ朝日系列                | 2014年2月16日 15:30 - 17:30  |            |
| 日本全域       | BSジャパン     | BSデジタル                    | 2014年3月16日 12:00 - 14:00  |            |
| 熊本県         | 熊本放送       | TBS系列                       | 2014年3月23日 13:30 - 15:24  |            |
| 富山県         | 富山テレビ     | フジテレビ系列                | 2014年3月23日 24:55 - 26:45  |            |

## 映像ソフト
- 2014年3月19日、ポニーキャニオンよりDVD発売。特典映像としてメイキング映像や告知スポットのほか、ドラマの事前告知として放送された特別番組「女子フィギュアの聖地を訪ねて」も挿入されている。